# Häuptling Eigener Herd
Häuptling Eigener Herd war eine deutsche Zeitschrift, die sich auf kritische, humoristische und satirische Weise mit dem Themenkreis Essen und Trinken sowie der Nahrungsmittelindustrie auseinandersetzte.
Die Herausgeber waren der Stuttgarter Koch Vincent Klink (* 1949) und der Berliner Satiriker und Schriftsteller Wiglaf Droste (1961–2019). Die „kulinarische Kampfschrift“ (selbstironische Eigenwerbung) erschien seit 1999 vierteljährlich im Stuttgarter Verlag Edition Vincent Klink. Jede Ausgabe wurde von einem anderen Cartoonisten oder Illustrator gestaltet.

## Geschichte
Von 2000 bis 2001 war Tom Wolf verantwortlicher Redakteur des Blattes, danach Carola Rönneburg. Ab 2007 lag die Redaktion bei Vincent Klink in der „Konzernzentrale“, einer zwei Quadratmeter großen Ecke in der Küche seines Restaurants. Die Erscheinungsweise war definiert als „so vierteljährlich wie möglich“.
Zum Erscheinen der 25. Ausgabe gab es 2005 eine Ausstellung in der Caricatura im Kasseler KulturBahnhof. Ende 2013 endete die Herausgabe der Zeitschrift mit der Doppelausgabe 55/56.